# Šabtaj Kalmanovič
Šabtaj Kalmanovič (hebrejsky: שבתאי קלמנוביץ', litevsky: Šabtajus Kalmanovičius, rusky: Шабтай Генрихович Калманович; 18. prosince 1947 – 2. listopadu 2009) byl špion sovětské tajné služby KGB a později ruský obchodník, promotér koncertů a sponzor basketbalových týmů.

## Biografie
Narodil se v Kaunasu v Sovětském svazu (dnešní Litva) a v roce 1971 emigroval do Izraele. Tam byl v roce 1988 odsouzen k osmi letům odnětí svobody za špionáž pro KGB. Před svým zatčením byl úspěšným podnikatelem v diamantovém průmyslu (nějakou dobu žil v Sierra Leone), byl činný v Izraelské straně práce, pracoval v tiskovém oddělení izraelské vlády a působil jako poradce. V říjnu 1986 se za Izrael zúčastnil jednání o propuštění izraelského navigátora Rona Arada, vězněného ší'itskou milicí Amal. Podle obžaloby předával Sovětům informace celkem sedmnáct let. Po pěti letech odnětí svobody byl propuštěn ze zdravotních důvodů.
Po návratu do Ruska působil jako promotér koncertů zahraničních umělců, jako byli Michael Jackson, José Carreras či Liza Minnelliová. Od roku 1994 byl generálním ředitelem nákupního centra Tishinsky v Moskvě. Sponzoroval též basketbalové kluby (Žalgiris Kaunas, WBC Spartak Moskva a UGMK Jekatěrinburg) a v roce 2008 se stal hlavním manažerem ruského ženského basketbalového týmu.
Dne 2. listopadu 2009 byl zavražděn v Moskvě.